# Capella de Mas Perpinyà
La Capella de Mas Perpinyà és una obra de Pardines (Ripollès) protegida com a Bé Cultural d'Interès Local.

## Descripció
En el veïnat de l'Orri hi trobem la capelleta de Sant Martí adossada a can Perpinyà. Es tracta d'una edificació senzilla d'una sola nau, amb portal rectangular i un petit campanar d'espadanya.

## Història
La història de la capella va lligada a la història del mas. No ha tingut mai la consideració de parròquia. En el dietari de Puigcerdà es diu que el 1280 ja era coneguda i que fou consagrada juntament amb les capelles de Sant Esteve i Santa Magdalena.